# Kookaburra Sport
Kookaburra Sport ist ein australischer Sportartikelhersteller, der sich auf Cricket und Hockey spezialisiert hat. Benannt ist das Unternehmen nach der englischen Bezeichnung für die Jägerlieste, einer hauptsächlich in Australien heimischen Vogel-Gattung. Im internationalen Cricket ist das Unternehmen heute Hauptlieferant von Cricketbällen und gehört nach Puma (Schläger, Knieschützer, Handschuhe und Helme) und Slazenger (Textilien) zu den führenden drei Sportartikelherstellern für Cricket insgesamt, dem nach Fußball zweitpopulärsten Zuschauersport der Welt.
Auch bei Hockeybällen ist das Unternehmen weltweit führend. Kookaburra ist offizieller Ausstatter der australischen Nationalteams und der „Dimple Hockey Ball“ der einzige von der International Hockey Federation für internationale Wettkämpfe zugelassene Spielball.

## Unternehmensgeschichte und Produkte

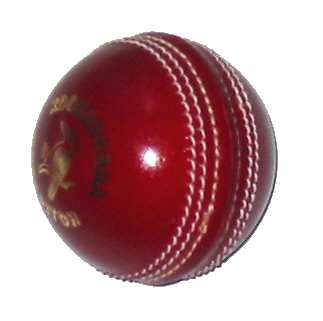
Roter Kookaburra-Cricketball

Das Unternehmen wurde 1890 von Alfred Grace Thompson als A.G. Thompson Pty Ltd gegründet. Von Beruf Sattler, spezialisierte er sich auf die Herstellung von Cricketbällen, als er seinen Lebensunterhalt durch die Verbreitung des Automobils gefährdet sah.
Mitte der 1980er Jahre erweiterte das Unternehmen sein Angebot auf weitere Bereiche der Cricketausrüstung wie Kleidung, Cricketschläger, Schuhe und Schutzausrüstungen wie Pads (Beinschützer) und Handschuhe. Am bekanntesten ist Kookaburra weiterhin für seine Cricketbälle, die eine besonders prononcierte Mittelnaht besitzen, und dadurch beim Auftreffen auf das Spielfeld unregelmäßig abspringen, was den Bowler gegenüber dem Batsman bevorzugt. Für die aerodynamischen Eigenschaften eines Cricket-Balles ist die Anzahl und Gestaltung der Mittelnähte entscheidend.
Sieben von zehn Nationalmannschaften, die am Test Cricket teilnehmen, verwenden Kookaburra-Bälle für ihre Länderspiele: Australien, Bangladesch, Neuseeland, Pakistan, Simbabwe, Sri Lanka und Südafrika. Nur England, West Indies und Indien verwenden Bälle anderer Hersteller. Die Spezifikation des roten Test-Cricket-Balls von Kookaburra ist seit 1977 (dem Centenary Test) unverändert. Alle One-Day Internationals und alle Twenty20-Spiele weltweit werden mit dem offiziellen weißen Kookaburra-Ball gespielt.
2002 errichtete das Unternehmen in Moorabbin bei Melbourne eine neue Produktionsstätte für etwa 70 Angestellte. In Großbritannien erwarb Kookaburra den 200 Jahre alte Cricketballhersteller Alfred Reader & Co Ltd mit weiteren 60 Angestellten und wurde dadurch zum größten Cricketball- und Hockeyball-Hersteller der Welt.

## Kookaburra heute
Außer in Australien unterhält Kookaburra Niederlassungen in den wichtigsten cricketspielenden Ländern: Großbritannien, Neuseeland, Südafrika, Pakistan und Indien. Das Unternehmen sponsert ein Jugend-Cricket-Turnier, den Kookaburra Cup und besitzt Werbeverträge mit vielen bekannten internationalen Spielern wie dem australischen Kapitän Ricky Ponting.